# 高橋延仁
髙橋 延仁（たかはし のぶひと、1983年4月9日 - ）は、東京都世田谷区出身の元サッカー選手。

## 来歴
三菱養和スポーツクラブからFC東京U-18に進み、背番号10をつけ攻撃的MFとして活躍。2001年には、トップチームへと昇格した馬場憂太、尾亦弘友希らとともに、クラブユース優勝、高円宮杯及びJユースカップに準優勝という結果を残した。
2002年に東京農業大学に進学した後、サッカー部では2年時から先発に定着し、以後公式戦全試合に出場した。
大学を卒業した2006年にはJFLの佐川急便東京SCに加入。右サイドバックにコンバートされ、運動量と攻撃力を生かしてレギュラーとして活躍するも、シーズン途中に負傷で離脱した。
チームの合併に伴い、翌2007年からは佐川急便サッカークラブ（2008年よりSAGAWA SHIGA FC）に加入した。合併初年度より右サイドバックで起用され、さらに2008年以降は元来の攻撃的なポジションでも活躍。2009年シーズンには全試合に出場するとともに、シーズン中盤からは1トップのFWとしても出場するユーティリティ性をみせ、チーム2度目の優勝に大きく貢献した。2010年にはチーム状況によって再びサイドバックとMF、FWを兼任し、終盤に負傷欠場があったものの国内自己最多となる7得点を挙げた。2011年までSAGAWA SHIGAでプレーし、複数のポジションをこなして3度のJFL優勝を支えた。
2012年からはタイに活躍の場を移し、6月にタイ・ディヴィジョン2（3部に相当）に所属するアーントーンFCに加入した。攻撃陣の中心として活躍し、2013年にはチームのディヴィジョン1昇格に貢献した。2015年までアーントーンでのプレーを続け、115試合に出場。この年のシーズン終了とともに引退を表明した。

## 所属クラブ
ユース歴
- 世田谷区立山野小学校[8]
- 1996年 - 1998年 三菱養和ジュニアユース (世田谷区立砧中学校)[8]
- 1999年 - 2001年 FC東京U-18 (明正高校：現都立芦花高校[8])
- 2002年 - 2005年 東京農業大学

シニア歴
- 2006年  佐川急便東京SC
- 2007年 - 2011年  佐川急便SC/SAGAWA SHIGA FC
- 2012年6月 - 2015年  アーントーンFC

## 個人成績
| 国内大会個人成績 | 国内大会個人成績       | 国内大会個人成績 | 国内大会個人成績 | 国内大会個人成績             | 国内大会個人成績 | 国内大会個人成績 | 国内大会個人成績 | 国内大会個人成績 | 国内大会個人成績 | 国内大会個人成績 | 国内大会個人成績 |
| 年度             | クラブ                 | 背番号           | リーグ           | リーグ戦                     | リーグ戦         | リーグ杯         | リーグ杯         | オープン杯       | オープン杯       | 期間通算         | 期間通算         |
| 年度             | クラブ                 | 背番号           | リーグ           | 出場                         | 得点             | 出場             | 得点             | 出場             | 得点             | 出場             | 得点             |
| 日本             | 日本                   | 日本             | 日本             | リーグ戦                     | リーグ戦         | リーグ杯         | リーグ杯         | 天皇杯           | 天皇杯           | 期間通算         | 期間通算         |
| ---------------- | ---------------------- | ---------------- | ---------------- | ---------------------------- | ---------------- | ---------------- | ---------------- | ---------------- | ---------------- | ---------------- | ---------------- |
| 2006             | 佐川東京               | 23               | JFL              | 21                           | 1                | -                | -                | -                | -                | 21               | 1                |
| 2007             | 佐川急便/ SAGAWA SHIGA | 30               | JFL              | 31                           | 1                | -                | -                | 2                | 0                | 33               | 1                |
| 2008             | 佐川急便/ SAGAWA SHIGA | 8                | JFL              | 31                           | 3                | -                | -                | 1                | 0                | 32               | 3                |
| 2009             | 佐川急便/ SAGAWA SHIGA | 8                | JFL              | 34                           | 6                | -                | -                | 1                | 0                | 35               | 6                |
| 2010             | 佐川急便/ SAGAWA SHIGA | 8                | JFL              | 27                           | 7                | -                | -                | 1                | 0                | 28               | 7                |
| 2011             | 佐川急便/ SAGAWA SHIGA | 8                | JFL              | 26                           | 3                | -                | -                | 2                | 1                | 28               | 4                |
| タイ             | タイ                   | タイ             | タイ             | リーグ戦                     | リーグ戦         | リーグ杯         | リーグ杯         | FA杯             | FA杯             | 期間通算         | 期間通算         |
| 2012 (en)        | アーントーン           | 28               | Div2 CE          |                              |                  |                  |                  |                  |                  |                  |                  |
| 2013 (en)        | アーントーン           | 8                | Div2 CW          |                              |                  |                  |                  |                  |                  |                  |                  |
| 2014 (en)        | アーントーン           | 8                | Div1             |                              |                  |                  |                  |                  |                  |                  |                  |
| 2015 (en)        | アーントーン           | 8                | Div1             |                              |                  |                  |                  |                  |                  |                  |                  |
| 通算             | 日本                   | 日本             | JFL              | 170                          | 21               | -                | -                | 7                | 1                | 177              | 22               |
| 通算             | タイ                   | タイ             | Div1             | \|\|\|\|\|\|\|\|\|\|\|\|\|\| |                  |                  |                  |                  |                  |                  |                  |
| 通算             | タイ                   | タイ             | Div2             | \|\|\|\|\|\|\|\|\|\|\|\|\|\| |                  |                  |                  |                  |                  |                  |                  |
| 総通算           | 総通算                 | 総通算           | 総通算           | 170                          | 21               | -                | -                | 7                | 1                | 177              | 22               |

- 2006年3月19日：JFL初出場 - JFL前期第1節 vs ホンダロックサッカー部 (熊谷スポーツ文化公園陸上競技場)[3]
- 2006年3月26日：JFL初得点 - JFL前期第2節 vs FC刈谷 (刈谷市総合運動公園多目的グラウンド)[9]

## 指導歴
- SOLTILO FC コーチ
- Trust United FC コーチ

## タイトル
- 日本クラブユースサッカー選手権 (U-18)大会 (2001年)
- 日本フットボールリーグ (2007年,2009年,2011年)